# Cristián Zavala
Cristián Alexander Zavala Briones (Puente Alto, Chile, 3 de agosto de 1999) es un futbolista profesional Chileno que se desempeña como extremo derecho y actualmente milita en Coquimbo Unido de la Primera División de Chile.

## Trayectoria
Comenzó su carrera en las inferiores de Magallanes y Colo Colo. En 2018, fue traspasado a Coquimbo Unido y debutó oficialmente el 17 de junio de 2018, en la derrota 3-1 de Coquimbo Unido frente a Audax Italiano en Copa Chile.   Ese mismo año se coronó campeón de dicha liga, ascendiendo a la Primera división de Chile para la temporada 2019.
En 2020, fue cedido a Arturo Fernández Vial. Para la temporada 2021, fue anunciado como refuerzo de Deportes Melipilla de la Primera División.
Tras una destacada campaña personal, en diciembre de 2021 fue anunciado como refuerzo de Colo-Colo por los siguientes 3 años. Pese a consolidarse campeón de Primera División, no logra regularidad, por lo que en enero de 2023 es cedido a préstamo a Curicó Unido de la Primera División.

## Selección nacional

### Selección adulta
El 4 de diciembre de 2021, fue convocado por Martín Lasarte, director técnico de la selección chilena adulta, para disputar partidos amistosos frente a México y El Salvador.

#### Copa América 2024
Fue nominado por Ricardo Gareca para disputar la Copa América 2024.

#### Participaciones en Copa América
| Torneo            | Sede           | Resultado      | Partidos | Goles | Asist. |
| ----------------- | -------------- | -------------- | -------- | ----- | ------ |
| Copa América 2024 | Estados Unidos | Fase de grupos | 1        | 0     | 0      |

### Partidos internacionales
Actualizado hasta el 22 de marzo de 2024.
| Partidos internacionales | Partidos internacionales | Partidos internacionales                                 | Partidos internacionales | Partidos internacionales | Partidos internacionales | Partidos internacionales | Partidos internacionales | Partidos internacionales | Partidos internacionales |
| N.º                      | Fecha                    | Estadio                                                  | Local                    | Resultado                | Visitante                | Goles                    | Asistencias              | DT                       | Competición              |
| ------------------------ | ------------------------ | -------------------------------------------------------- | ------------------------ | ------------------------ | ------------------------ | ------------------------ | ------------------------ | ------------------------ | ------------------------ |
| 1                        | 9 de diciembre de 2021   | Q2 Stadium , Austin, Estados Unidos                      | México                   | 2-2                      | Chile                    |                          |                          | Martín Lasarte           | Amistoso                 |
| 2                        | 12 de diciembre de 2021  | Banc of California Stadium , Los Ángeles, Estados Unidos | El Salvador              | 0-1                      | Chile                    |                          |                          | Martín Lasarte           | Amistoso                 |
| 3                        | 22 de marzo de 2024      | Estadio Ennio Tardini, Parma, Italia                     | Albania                  | 0-3                      | Chile                    |                          |                          | Ricardo Gareca           | Amistoso                 |
| Total                    | Total                    | Total                                                    | Presencias               | 3                        | Goles                    | 0                        |                          |                          |                          |

| Selección chilena | Selección chilena | Selección chilena |
| Año               | Partidos          | Goles             |
| ----------------- | ----------------- | ----------------- |
| 2021              | 2                 | 0                 |
| 2024              | 1                 | 0                 |
| Total             | 3                 | 0                 |

## Estadísticas

### Clubes
| Club                       | Div.          | Temporada     | Liga  | Liga  | Liga   | Copas nacionales | Copas nacionales | Copas nacionales | Torneos internacionales | Torneos internacionales | Torneos internacionales | Total | Total | Total  |
| Club                       | Div.          | Temporada     | Part. | Goles | Asist. | Part.            | Goles            | Asist.           | Part.                   | Goles                   | Asist.                  | Part. | Goles | Asist. |
| -------------------------- | ------------- | ------------- | ----- | ----- | ------ | ---------------- | ---------------- | ---------------- | ----------------------- | ----------------------- | ----------------------- | ----- | ----- | ------ |
| Coquimbo Unido · Chile     | 2.ª           | 2018          | 3     | 0     | 0      | 1                | 0                | 0                | —                       | —                       | —                       | 4     | 0     | 0      |
| Coquimbo Unido · Chile     | 1.ª           | 2019          | 4     | 0     | 0      | 2                | 1                | 0                | —                       | —                       | —                       | 6     | 1     | 0      |
| Coquimbo Unido · Chile     | 1.ª           | 2020          | 7     | 0     | 0      | —                | —                | —                | —                       | —                       | —                       | 7     | 0     | 0      |
| Coquimbo Unido · Chile     | Total club    | Total club    | 14    | 0     | 0      | 3                | 1                | 0                | 0                       | 0                       | 0                       | 17    | 1     | 0      |
| Fernández Vial · Chile     | 3.ª           | 2020          | 8     | 1     | 0      | —                | —                | —                | —                       | —                       | —                       | 8     | 1     | 0      |
| Fernández Vial · Chile     | Total club    | Total club    | 8     | 1     | 0      | 0                | 0                | 0                | 0                       | 0                       | 0                       | 8     | 1     | 0      |
| Deportes Melipilla · Chile | 1.ª           | 2021          | 31    | 5     | 8      | 1                | 0                | 0                | —                       | —                       | —                       | 32    | 5     | 8      |
| Deportes Melipilla · Chile | Total club    | Total club    | 31    | 5     | 8      | 1                | 0                | 0                | 0                       | 0                       | 0                       | 32    | 5     | 8      |
| Colo-Colo · Chile          | 1.ª           | 2022          | 19    | 1     | 0      | 4                | 0                | 0                | 1                       | 0                       | 0                       | 24    | 1     | 0      |
| Curicó Unido · Chile       | 1.ª           | 2023          | 26    | 1     | 9      | 1                | 0                | 0                | 2                       | 0                       | 0                       | 29    | 1     | 9      |
| Curicó Unido · Chile       | Total club    | Total club    | 26    | 1     | 9      | 1                | 0                | 0                | 2                       | 0                       | 0                       | 29    | 1     | 9      |
| Colo-Colo · Chile          | 1.ª           | 2024          | 21    | 3     | 8      | 4                | 0                | 0                | 14                      | 1                       | 1                       | 39    | 4     | 9      |
| Colo-Colo · Chile          | 1.ª           | 2025          | 6     | 0     | 0      | 2                | 0                | 0                | 3                       | 0                       | 1                       | 11    | 0     | 1      |
| Colo-Colo · Chile          | Total club    | Total club    | 46    | 4     | 8      | 10               | 0                | 0                | 18                      | 1                       | 2                       | 74    | 5     | 10     |
| Total carrera              | Total carrera | Total carrera | 125   | 11    | 25     | 15               | 1                | 0                | 20                      | 1                       | 2                       | 160   | 13    | 27     |
| 1. 2.                      |               |               |       |       |        |                  |                  |                  |                         |                         |                         |       |       |        |

### Selecciones
| Selección      | Temporada | Amistosos | Amistosos | Amistosos | Sudamérica | Sudamérica | Sudamérica | Mundial | Mundial | Mundial | Total | Total | Total  |
| Selección      | Temporada | Part.     | Goles     | Asist.    | Part.      | Goles      | Asist.     | Part.   | Goles   | Asist.  | Part. | Goles | Asist. |
| -------------- | --------- | --------- | --------- | --------- | ---------- | ---------- | ---------- | ------- | ------- | ------- | ----- | ----- | ------ |
| Adulta · Chile | 2021      | 2         | 0         | 1         | —          | —          | —          | —       | —       | —       | 2     | 0     | 1      |
| Adulta · Chile | Total     | 2         | 0         | 1         | 0          | 0          | 0          | 0       | 0       | 0       | 2     | 0     | 1      |

## Palmarés

### Títulos nacionales
| Título             | Equipo         | País  | Año  |
| ------------------ | -------------- | ----- | ---- |
| Primera B          | Coquimbo Unido | Chile | 2018 |
| Segunda División   | Fernández Vial | Chile | 2020 |
| Supercopa de Chile | Colo-Colo      | Chile | 2022 |
| Primera División   | Colo-Colo      | Chile | 2022 |
| Primera División   | Colo-Colo      | Chile | 2024 |
| Supercopa de Chile | Colo-Colo      | Chile | 2024 |

### Distinciones individuales
| Distinción                                                              | Año  |
| ----------------------------------------------------------------------- | ---- |
| Mejor extremo izquierdo de 2021 por Encuesta El Deportivo de La Tercera | 2021 |